# Departamentul Yoro
Departamentul Yoro este unul dintre cele 18 departamente ale Hondurasului. Departamentul conține terenuri agricole bogate, concentrate în principal pe valea râului Aguan și a văii Sula. Capitala departamentului este Yoro. Departamentul acoperă o suprafață totală de 7.939 km² și, în 2005, avea o populație estimată de 503.886 persoane. Este renumit pentru Lluvia de Peces (ploaia de pești), o tradiție în urma căreia peștii cad din cer în timpul ploilor foarte abundente.

## Municipalități
1. Arenal
2. El Negrito
3. El Progreso
4. Jocón
5. Morazán
6. Olanchito
7. Santa Rita
8. Sulaco
9. Victoria
10. Yorito
11. Yoro